# Melissa Boekelman
Melissa Boekelman (ur. 11 maja 1989 w Dordrechcie) – holenderska lekkoatletka specjalizująca się w pchnięciu kulą.
Pierwsze sukcesy międzynarodowe odniosła w 2005 roku kiedy wygrała Olimpijski Festiwal Młodzieży Europy oraz zajęła czwartą lokatę w mistrzostwach Europy juniorów. Złota medalistka juniorskich mistrzostw świata (2006) oraz czempionatu Starego Kontynentu juniorów (2007). W Bydgoszczy, w lipcu 2008, zdobyła kolejny medal mistrzostw świata juniorów stając na drugim stopniu podium. W 2009 była ósma na halowych mistrzostwach Europy oraz czwarta na czempionacie Europy młodzieżowców. W sezonie 2010 nie udało jej się awansować do finału halowych mistrzostw świata, a na mistrzostwach Europy zajęła 14. miejsce. Brązowa medalistka młodzieżowego czempionatu Europy z 2011. Uczestniczka mistrzostw Europy w Amsterdamie (2016), zajmując w finale konkursu pchnięcia kulą 11. miejsce. Reprezentantka Holandii w pucharze Europy, drużynowym czempionacie Starego Kontynentu, zimowym pucharze w rzutach lekkoatletycznych oraz w meczach międzypaństwowych. Wielokrotna mistrzyni kraju w hali i na stadionie.
W międzynarodowych zawodach startuje także w rzucie dyskiem oraz oszczepem – w tej pierwszej konkurencji zdobyła m.in. złoto festiwalu młodzieży Europy w 2005, a w drugiej odpadła w eliminacjach młodzieżowych mistrzostw Europy w 2009.
Rekordy życiowe w pchnięciu kulą: stadion – 18,66 (29 lipca 2017, Antwerpia); hala – 18,02 (31 stycznia 2010, Apeldoorn).

## Osiągnięcia
| Rok  | Impreza                                 | Miejsce            | Lokata            | Wynik |
| ---- | --------------------------------------- | ------------------ | ----------------- | ----- |
| 2005 | Olimpijski Festiwal Młodzieży Europy    | Lignano Sabbiadoro | 1. miejsce        | 15,95 |
| 2005 | Mistrzostwa Europy juniorów             | Kowno              | 4. miejsce        | 15,86 |
| 2006 | Mistrzostwa świata juniorów             | Pekin              | 1. miejsce        | 17,66 |
| 2007 | I liga pucharu Europy                   | Vaasa              | 2. miejsce        | 16,35 |
| 2007 | Mistrzostwa Europy juniorów             | Hengelo            | 1. miejsce        | 16,51 |
| 2008 | Zimowy puchar Europy w rzutach          | Split              | 7. miejsce        | 16,63 |
| 2008 | I liga pucharu Europy                   | Leiria             | 3. miejsce        | 16,57 |
| 2008 | Mistrzostwa świata juniorów             | Bydgoszcz          | 2. miejsce        | 16,60 |
| 2009 | Halowe mistrzostwa Europy               | Turyn              | 8. miejsce        | 17,47 |
| 2009 | Zimowy puchar Europy w rzutach          | Teneryfa           | 1. miejsce (U-23) | 16,97 |
| 2009 | I liga drużynowych mistrzostw Europy    | Bergen             | 2. miejsce        | 17,19 |
| 2009 | Młodzieżowe mistrzostwa Europy          | Kowno              | 4. miejsce        | 17,37 |
| 2010 | Halowe mistrzostwa świata               | Doha               | el. – 13. miejsce | 17,57 |
| 2010 | Zimowy puchar Europy w rzutach          | Arles              | 2. miejsce (U-23) | 17,56 |
| 2010 | I liga drużynowych mistrzostw Europy    | Budapeszt          | 1. miejsce        | 17,91 |
| 2010 | Mistrzostwa Europy                      | Barcelona          | 14. miejsce       | 17,32 |
| 2011 | Zimowy puchar Europy w rzutach          | Sofia              | 5. miejsce        | 16,84 |
| 2011 | I liga drużynowych mistrzostw Europy    | Izmir              | 1. miejsce        | 17,62 |
| 2011 | Młodzieżowe mistrzostwa Europy          | Ostrawa            | 3. miejsce        | 17,88 |
| 2014 | Mistrzostwa Europy                      | Zurych             | 10. miejsce       | 17,23 |
| 2015 | I liga drużynowych mistrzostw Europy    | Heraklion          | 2. miejsce        | 17,00 |
| 2016 | Mistrzostwa Europy                      | Amsterdam          | 8. miejsce        | 17,92 |
| 2016 | Igrzyska olimpijskie                    | Rio de Janeiro     | el. – 15. miejsce | 17,69 |
| 2017 | Halowe mistrzostwa Europy               | Belgrad            | el. – 12. miejsce | 17,19 |
| 2017 | Superliga drużynowych mistrzostw Europy | Lille              | 2. miejsce        | 17,72 |
| 2017 | Mistrzostwa świata                      | Londyn             | 11. miejsce       | 17,73 |
| 2018 | Mistrzostwa Europy                      | Berlin             | el. – 14. miejsce | 16,90 |